# Учка (природный парк)
Природный парк Учка (хорв. Park prirode Učka) — один из природных парков республики Хорватия. Образован в 1999 году. Занимает площадь 160 км² на территории горных массивов Учка и Чичария на полуострове Истрия в Хорватии. Самые высокие вершины на территории парка — горы Вояк (1396 м) и Вели-Планик (1272 м).

## Флора и фауна
Для Учки характерно широкое разнообразие флоры и фауны на сравнительно малом пространстве. В заповеднике обитают следующие эндемики: колокольчик Томазини (Campanula tommasiniana), белоголовый сип (Gyps fulvus) и беркут (Aquila chrysaetos). Всего в заповеднике постоянно обитает более 70 видов птиц, не считая перелётных.

## Археология
На территории заповедника имеется несколько карстовых пещер, которые сохранили следы хозяйственной деятельности человека 12 тысяч лет назад. Ближайший к заповеднику город — Опатия, другие местные поселения — Кршан, Ланище, Ловран, Лукоглав, Матульи, Мошченичка-Драга — славятся национальной кухней и ремёслами.